# Ramón José Cárcano
Ramón José Cárcano (Córdoba, 18 de abril de 1860 — Buenos Aires, 2 de junho de 1946) foi um historiador, político conservador e advogado argentino.
Como político foi eleito deputado aos 24 anos, presidente da juventude que propõe a candidatura presidencial de Julio Argentino Roca, Diretor Geral dos Correios, governador da província de Córdoba em dois períodos (1913–1916 e 1925–1929), Diretor do Conselho Nacional de Educação em 1932.
Como historiador é um dos mais importantes representantes do enfoque liberal da história argentina. Foi membro da Academia Nacional de História.

## Obras
- De Caseros al once de setiembro (em castelhano)
- Del sitio de Buenos Aires al campo de Cepeda (em castelhano)
- Juan Facundo Quiroga, simulación, infidencia, tragedia (em castelhano)
- Guerra del Paraguay: orígenes y causas (em castelhano)
- Perfiles contemporáneos (em castelhano)
- Mis primeros 80 años (em castelhano)